# Южнорусская этнографическая группа
Южнорусская этнографическая группа (также южнорусская историко-культурная зона, южнорусская историко-культурная группа, южнорусская этнографическая зона, южные великорусы, южнорусы, южные русские, южнорусские) — одна из трёх крупных этнографических групп русского народа (наряду со среднерусской и севернорусской), распространённых на территории Европейской части России. Южные великорусы населяют южную чернозёмную полосу России от бассейна Десны на западе до правого притока Волги Суры на востоке, от Оки на севере до Хопра и среднего течения Дона на юге.
Для южнорусской этнографической группы характерны значительные языковые и культурно-бытовые отличия от севернорусской группы, что стало причиной появления среди некоторых исследователей в российской этнографии точки зрения о том, что северных и южных великорусов можно считать отдельными самостоятельными народами. В частности, подобного мнения придерживался Д. К. Зеленин («Восточнославянская этнография», 1927). Между тем, несмотря на значительные расхождения, отмечаемые у южной и северной групп русского народа, они обладают единым русским самосознанием.
Южным великорусам близка юго-восточная группа русских (от Хопра до Кубани и Терека), которая сформировалась в Области Войска Донского, на востоке Новороссии, в Кубанской и Терской областях, помимо южнорусского в эту группу отчасти влились украинский и другие этнические компоненты.
Южные великорусы объединяют как группы русских, обладающих «общерусским» самосознанием, так и ряд обособленных групп, осознающих своё отличие от остальных русских: потомков домонгольского населения Южной Руси, ранних переселенцев в южнорусский регион и других.

## Вопросы терминологии
Согласно определению, данному Ю. В. Бромлеем, этнографическая группа представляет собой особую группу в составе этноса, отличающуюся спецификой традиционной культуры, а иногда также особенностями языка и внешнего облика, но не обладающую самосознанием и особым названием. Группы с указанными особенностями, но имеющие особое самосознание, выражающееся в названии, Ю. В. Бромлей назвал субэтносами. Тем самым термин «этнографическая группа» соотносится с понятием «историко-этнографическая область» («Этнос и этнография», 1973). Исходя из терминологии Ю. В. Бромлея южная группа русских может быть определена как «этнографическая группа».

В издании 1964 года «Народы Европейской части СССР» южнорусская группа обозначена как «историко-культурная группа русского народа».

Южные великорусы упоминаются как этнографическая группа в статье Г. Н. Озеровой и Т. М. Петровой «О картографировании групп русского народа на начало XX в.» 1979 года: «этнографические группы, выделенные в науке, например, северная, средняя, южная… которые являются чисто научными понятиями и не отражаются в сознании людей».

В статье «Русские» из энциклопедии «Народы и Религии мира» выделен раздел «Историко-этнографические группы», в которой южная группа русских названа одной из двух «больших этнографических зон русского народа», либо просто «южными великорусами».

В коллективной монографии «Русские» в разделе «Этнографические группы русского народа» южнорусская группа обозначена как «южная историко-культурная зона», но также и как «южнорусская этнографическая группа».

## Особенности

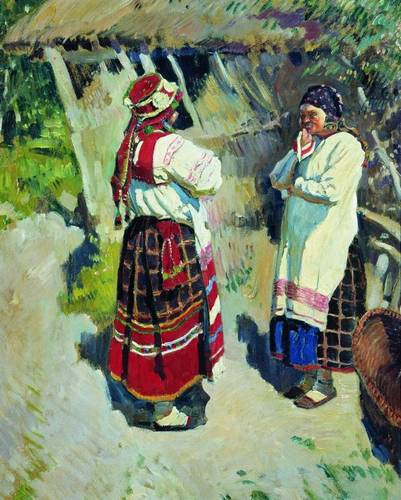
С. А. Виноградов. «Бабы тульские», 1889

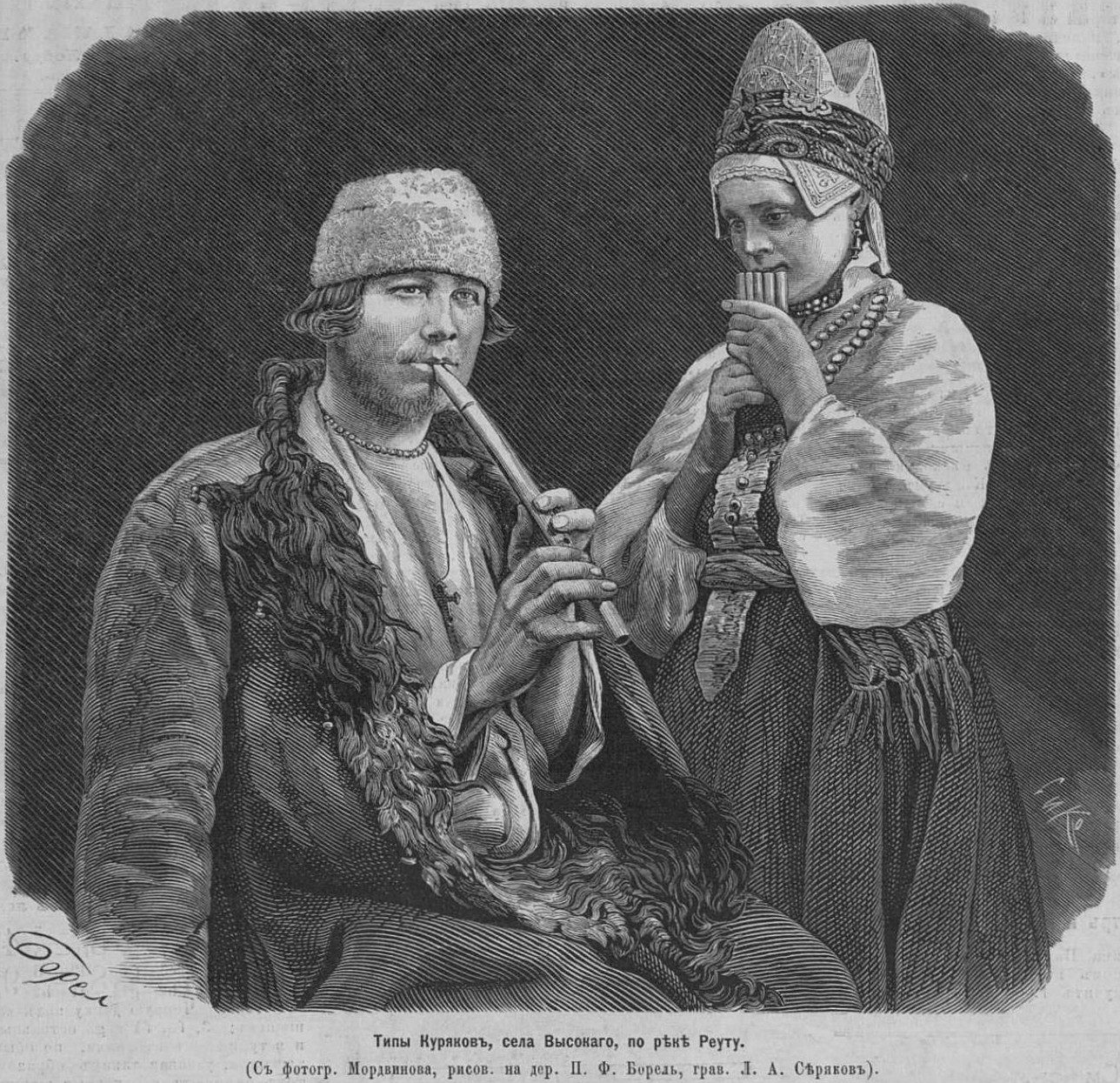
Типы куряков села Высокого по реке Реуту. «Всемирная иллюстрация», 1871, № 16. Женский головной убор — двугребенной, или седлообразный Златоглав.

Южнорусская этнографическая группа характеризуется распространением акающих говоров южнорусского наречия и наличием ряда таких особенностей в культуре и быте, как многодворные селения, наземные жилища, костюмный комплекс с понёвой, полихромный геометрический орнамент и так далее.
Данные черты противопоставлены распространению севернорусских окающих говоров, таким северным особенностям в культуре, как малодворные сельские поселения, образующие отдельные «гнёзда» селений, монументальное жилище (изба), соединенное с хозяйственным двором, так называемый сарафанный комплекс женского народного костюма, особый сюжетный орнамент в вышивках и росписях и так далее.

## История
В период господства тюркоязычных народов на современной южнорусской территории, получившей название «Дикого поля», происходил массовый отток русского населения в более безопасные северные лесные районы. Некоторые группы русских, вероятно, сохранялись на заокских территориях вплоть до их возвращения в состав русского государства и повторного заселения русскими. При этом во время переселения русских в Заочье в XVI—XIX веках из более северных районов так называемое «домонгольское население» не слилось с основным массивом русского этноса, а сохранялось в виде обособленных «островков», сложившихся в такие субэтнические группы, как горюны, полехи, саяны и другие.
С XV—XVI веков в южнорусских лесостепях и степях появляются русские переселенцы раннего периода: вольные переселенцы, включая предков донских казаков, а также боярские дети, стрельцы, пушкари и другие служилые люди, направляемые на юг для охраны границ. Кроме того, часть ранних переселенцев составляли монастырские и помещичьи крестьяне.

## Ареал

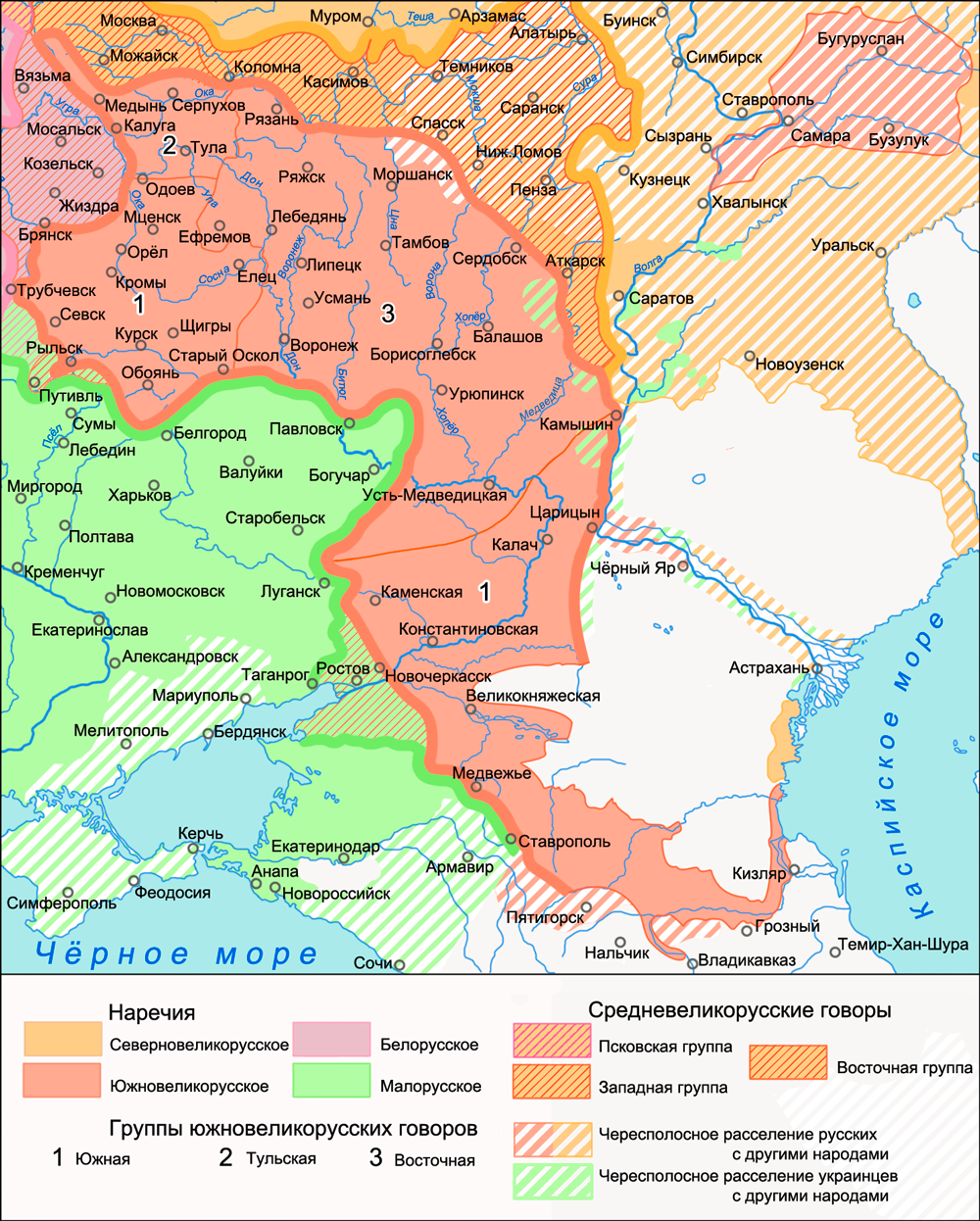
Ареал южнорусских говоров согласно диалектологической карте 1915 года

Южнорусская этнографическая группа не граничит непосредственно с севернорусской этнографической группой — их разделяет широкая полоса переходной среднерусской зоны (главным образом в междуречье Оки и Волги).
Ареал южной группы русских включает территории от Десны на западе до правобережья Волги и Суры на востоке, от Оки на севере до Хопра и Среднего Дона на юге (юг Рязанской области, Пензенская, Калужская, Тульская, Липецкая, Тамбовская, Воронежская, Брянская, Курская, Орловская и Белгородская).

## Субэтнические группы
Древнейшими субэтническими группами на южнорусской территории являются: мещёра (в восточной части), полехи, горюны, саяны, карамаши и другие (в западной и центральной частях). Мещёра была расселена в заокских районах Рязанской и Тамбовской областей, в XVI—XVIII веках эта группа переселялась в юго-восточном направлении — островки мещёрского населения отмечались в Пензенской и Саратовской областях. Формирование данного субэтноса произошло, вероятнее всего, в результате ассимиляции славянами местного финно-угорского населения. Полехи — возможно, «жители полесья», населяли ряд старых поселений лесистых и болотистых мест, в бассейне Десны и Сейма. Горюны жили в Сумской области Украины. Саяны, бывшие монастырские крестьяне, населяли некоторые районы Курской области.